# Jerzy Jeszke
Jerzy Jeszke (ur. 2 listopada 1958 w Bytowie) – polski aktor i wokalista. Jeden z najwybitniejszych aktorów musicalowych o międzynarodowej renomie.

## Życiorys
Absolwent Studia Wokalno-Aktorskiego Danuty Baduszkowej przy Teatrze Muzycznym w Gdyni (1976-1980). Uzyskał dyplom z wyróżnieniem.
Solista Teatru Muzycznego w Gdyni (1980-1982) i Operetki Warszawskiej (1982-1987). Gościnne występy w Teatrze Rozrywki w Chorzowie (1985-1987) i w Operetce Wrocławskiej (1986-1987), na Festiwalu im. Jana Kiepury w Krynicy-Zdroju (1984-1991), a także w „Tournée z Operetką” Jana Szurmieja (1993).
W roku 1987 wyjechał do Oberhausen, gdzie był zatrudniony w Städtisches Theater do roku 1992.
W roku 1992 otrzymał międzynarodowy dyplom dla śpiewaków operowych w Kammeroper w Wiedniu.
1993: Gościnne występy: Opera Spanga, Opera Royal de Wallonie, Opera Obihiro, Wiener Kammeroper.
1994: Podczas finałowego castingu organizowanego w Londynie przez sir Camerona Mackintosha został zaangażowany (jako Szef) w pierwszej obsadzie niemieckiej premiery Miss Saigon, wystawianej w Stuttgarcie (produkcja: Cameron Mackintosh Ltd. i Stella Musical Company).
1995: Podczas międzynarodowej gali z okazji 10. rocznicy wystawiania Les Misérables w londyńskiej Royal Albert Hall (produkcja: Cameron Mackintosh Ltd.), reprezentował Niemcy wcielając się w rolę Jean Valjeana.
W tej samej roli aktor występował podczas Mistrzostw Europy w 1996 w ramach imprezy związanej z pokazem 17 najlepszych na świecie interpretacji „Nędzników” na stadionie Wembley.
1996: Po wygranym castingu na West-End w Londynie i w Hamburgu został wybrany przez Sir Camerona Mackintosha i zagrał w pierwszej obsadzie rolę Jean Valjeana w niemieckiej prapremierze Les Miserables (musicalowej adaptacji „Nędzników” Victora Hugo) w Teatrze Musicalowym w Duisburgu (produkcja: Cameron Mackintosh Ltd. i Stella Musical Company), który otrzymał nagrodę Tony Award (1996, Najlepszy Musical). Otrzymał roczne stypendium na West-Endzie.
1997: Wcielił się w rolę Jean Valjeana w pierwszej obsadzie produkcji Camerona Mackintosha realizowanej w Teatrze Muzycznym w Gdyni.
Wygrał casting zorganizowany przez Romana Polańskiego i Stage Holding do musicalu Taniec Wampirów w Wiedniu.
Od marca 1998 r. Jeszke grał najpierw gościnnie rolę Upiora w musicalu Upiór w operze.
Następnie, po wygranym castingu na Broadwayu (Nowym Yorku) przed oryginalnym producentem Sir Andrew Lloyd Webberem i Haroldem Prince w styczniu 1999 roku, Jeszke otrzymał tę rolę jako aktor pierwszej obsady, występując na deskach teatru Neue Flora w Hamburgu (produkcja: Cameron Mackintosh Ltd., Andrew Lloyd Webber's Really Useful Group i Stella Musical Company). Występował na Broadwayu z koncertami „Music of the Night”.
Początek roku 2002: Jerzy Jeszke wcielił się gościnnie w rolę Inżyniera w musicalu Miss Saigon, wystawianego po raz pierwszy w Polsce na deskach Teatru Muzycznego Roma w Warszawie.
W październiku 2002 r. Jeszke wziął udział w światowej premierze musicalu „The Castle” w Norymberdze, gdzie wcielił się w rolę Króla Duncana.
Od marca 2003: Ponownie można oglądać Jeszke w pierwszej obsadzie roli Jean Valjeana w nowej inscenizacji „Nędzników” w Teatrze Dessau.
Od grudnia 2003: Jeszke grał w pierwszej obsadzie rolę Chagala w nowej inscenizacji musicalu Taniec Wampirów (produkcja: Stage Holding), reżyserowanego przez Romana Polańskiego w Teatrze Neue Flora w Hamburgu.
2006: Jerzy Jeszke zdecydował się na zdobycie nowego artystycznego doświadczenia występując jako artysta uliczny na ulicach miast europejskich i organizując pokazy na biednych i bezdomnych.
Początek roku 2007: Jeszke występował na Półwyspie Iberyjskim. Na Majorce wielokrotnie prezentował swój solowy program na żywo pt. „Broadway Live Show”.
Od października 2007: Jerzy Jeszke wcielił się w rolę Chagala, grając na deskach Theater des Westens w Berlinie (produkcja: Stage Entertainment).
2007: Odtwarzał gościnnie rolę Jezusa w musicalu Jesus Christ Superstar w Teatrze Musikalische Komödie w Lipsku.
Od grudnia 2008 do stycznia 2010: Wcielał się w rolę Chagala, grając w pierwszej obsadzie w Teatrze Metronom Oberhausen (produkcja: Stage Entertainment). Oprócz tego – podobnie jak w sezonie 2007/2008 – grał rolę Króla w sztuce „Król i ja” w Teatrze Dessau.
Od lutego do września 2010: występował jako Chagal, grając w pierwszej obsadzie w Palladium-Theater w Stuttgarcie.
Repertuar rozciąga się od chansonów przez musicale i operę do rocka i popu. W swym dotychczasowym dorobku aktor posiada koncerty w Niemczech, Polsce, Włoszech, Holandii, Anglii, Hiszpanii, Portugalii, Turcji, Meksyku, Egipcie, Czechach, Rosji, Tunezji oraz w Japonii.
Od swego debiutu w wieku lat 17 aktor do chwili obecnej wystąpił w ponad 60 premierach – zarówno w operze, jak i w nowoczesnym musicalu. Swoje role odtwarzał w 6 językach obcych. Wcielał się m.in. w rolę Davida w musicalu „Seesaw” Cy Colemana, Judasza w musicalu „Jesus Christ Superstar” A.I. Webera, Księcia Sou-Chong w sztuce „Kraina uśmiechu” F. Lehára, Caramella w operetce „Noc w Wenecji” R. Straussa, Pinkertona w „Madame Butterfly” G. Pucciniego, Jontka w „Halce” Moniuszki, jak również Hoffmanna w „Opowiadaniach Hoffmanna” autorstwa J. Offenbacha.
Oprócz występów w telewizji i radiu Jerzy Jeszke ma na koncie udział w licznych galach, zarówno w kraju, jak i za granicą (Royal Albert Hall, Stadion Wembley w Londynie, Sala Kongresowa w Warszawie, Castel Gandolfo, Rzym, Zamek Bellevue w Berlinie, Fundacja Jose Carrerasa na Majorce). Jeszke występował przed papieżem Janem Pawłem II, Romanem Herzogiem, Michaiłem Gorbaczowem, Lechem Wałęsą i senatorem USA Zbigniewem Brzezińskim.
Jerzego Jeszke można usłyszeć także w niemieckim wydaniu płyty z musicalem „Nędznicy”, w którym wcielał się w rolę Jean Valjeana, jak również słuchając jego własnych płyt: „Who I am?” oraz „Tell my why?”, gdzie śpiewa największe przeboje musicalowe, klasyczne i popowe. W 2009 r. wydana została płyta z interpretacjami utworów Kurta Tucholskiego, w nagraniu której Jeszke także wziął udział.
Od września 2010: Jerzy Jeszke występuje gościnne w polskiej prapremierze broadwayowskiego musicalu „Spamalot” wystawianego w Teatrze Muzycznym w Gdyni.
W listopadzie 2011 wystąpił w telewizji TVN w serialu „Układ Warszawski” jako „Wilk”.
W lutym 2012 wystąpił w telewizji TVP w serialu „M jak miłość”.
Od maja 2012: Jerzy Jeszke występuje jako gość specjalny polskiej prapremiery broadwayowskiego musicalu „Sweeney Todd” wystawianego w Teatrze Rozrywki w Chorzowie.
Po wygraniu finałowego castingu zorganizowanego w Amsterdamie i Hamburgu od lipca 2012 roku gra w pierwszej obsadzie rolę Chagala w inscenizacji kultowego musicalu „Taniec wampirów” (produkcja: Stage Entertainment), reżyserowanego przez Romana Polańskiego w Theater des Westens w Berlinie.
W październiku 2012 podczas międzynarodowej gali z okazji 15. rocznicy wystawiania musicalu „Taniec Wampirów” reżyserowanego przez Romana Polańskiego w Theater des Westens w Berlinie, Jerzy Jeszke wciela się w rolę Chagala (produkcja: Stage Entertainment).
W 2019 roku został aresztowany na lotnisku po powrocie z Hiszpanii do Niemiec tuż przed swoimi urodzinami. Następnie wypuszczono go ale ponownie aresztowano w styczniu 2020 jak się później okazało ze względu na to, iż na jego komputerze znaleziono pornografię dziecięcą (ponad 500 zdjęć oraz filmów). W czerwcu 2020 ruszył jego proces który 28 sierpnia 2020 roku zakończył się wyrokiem 3 lat więzienia za gwałt i pornografię dziecięcą.

## Role teatralne
| Rok                       | Tytuł sztuki                            | Rola                                   | Teatr                                            |
| ------------------------- | --------------------------------------- | -------------------------------------- | ------------------------------------------------ |
| 07/2012-                  | Tanz der Vampire                        | „Chagal”                               | Theater des Westens, Berlin, G                   |
| 05/2012 –                 | Sweeney Todd                            | „Beadle Bamford/Mr Fogg” (gościnnie)   | Teatr Rozrywki, Chorzow, PL                      |
| 09/2010 –                 | Spamalot                                | „King Arthur” (gościnnie)              | Teatr Muzyczny, Gdynia, PL                       |
| 02/2010 – 09/2010         | Tanz der Vampire                        | „Chagal”                               | Palladium-Theater, Stuttgart, G                  |
| 11/2008 – 02/2010         | Tanz der Vampire                        | „Chagal”                               | Metronom-Theater, Oberhausen, G                  |
| 2007-2008                 | Tanz der Vampire                        | „Chagal”                               | Theater des Westens, Berlin, G                   |
| 2007-2009                 | The King and I                          | „King”                                 | Anhaltisches Theater, Dessau, G                  |
| 2007-2008                 | Jesus Christ Superstar                  | „Jesus”                                | Musikalische Komödie, Leipzig, G                 |
| 2003-2008                 | Les Misérables                          | „Jean Valjean”                         | Anhaltisches Theater, Dessau, G                  |
| 2003-2006                 | Tanz der Vampire                        | „Chagal”                               | Theater Neue Flora, Hamburg, G                   |
| 2003-2004                 | Les Misérables                          | „Jean Valjean”                         | Landestheater Detmold, G                         |
| 2002-2003                 | The Castle                              | „King Duncan”                          | Theater Nuremberg, G                             |
| 2002                      | Miss Saigon                             | „Engineer”                             | Theatre ROMA Warsaw, PL                          |
| 1999-2001                 | The Phantom of the Opera                | „Phantom”                              | Theater Neue Flora, Hamburg, G                   |
| 1998                      | The Phantom of the Opera                | „Phantom” (gościnnie)                  | Theater Neue Flora, Hamburg, G                   |
| 1997                      | Les Misérables                          | „Jean Valjean” (gościnnie)             | Teatr Muzyczny Gdynia, PL                        |
| 1996-1998                 | Les Misérables                          | „Jean Valjean”                         | Musicaltheatre Duisburg, G                       |
| 08/10/1995                | Les Misérables                          | „Jean Valjean” (gościnnie)             | Royal Albert Hall, London, GB                    |
| 1994-1995                 | Miss Saigon                             | „Engineer”                             | Musical-Hall Apollo-Theater, Stuttgart, G        |
| 1993                      | The Land of Smiles                      | „Prince Sou-Chong”                     | Städtisches Theater, Oberhausen, G               |
| 1993                      | Rise and Fall of the City Mahagonny     | „Jimmy Mahoney”                        | Musicaltheater Dresden, G                        |
| 1992                      | The Tales of Hoffmann                   | „Hoffmann” (gościnnie)                 | Spanga, Netherlands                              |
| 1992                      | The Marriage of Figaro                  | „Don Basilio / Don Curzio” (gościnnie) | Opera Obihiro, Japan                             |
| 1991                      | The Land of Smiles                      | „Prince Sou Chong”                     | Städtisches Theater, Oberhausen, G               |
| 1991                      | The Christmas Story                     | „Bob Cratchit”                         | Städtisches Theater, Oberhausen, G               |
| 1991                      | Romeo and Julia                         | „Tybald”                               | Städtisches Theater, Oberhausen, G               |
| 1990                      | Halka                                   | „Jontek”                               | Städtisches Theater, Oberhausen, G               |
| 1989                      | Madame Favart                           | „Hector”                               | Städtisches Theater, Oberhausen, G               |
| 1989                      | Fidelio                                 | „Więzień”                              | Städtisches Theater, Oberhausen, G               |
| 1987                      | Fallstaff                               | „Dr. Cajus”                            | Städtisches Theater, Oberhausen, G               |
| 1987                      | Jesus Christ Superstar                  | „Judasz” (gościnnie)                   | Teatr Muzyczny Gdynia, PL                        |
| 1986                      | Madame Butterfly                        | „Pinkerton"(gościnnie)                 | State Opera Wrocław, PL                          |
| 1986                      | Seesaw                                  | „David” (gościnnie)                    | Operetka Warszawska, obecnie Teatr Muzyczny Roma |
| 1985                      | Seesaw                                  | „David” (gościnnie)                    | Musical Theatre, Chorzow, PL                     |
| 1985                      | Księżniczka Czardasza                   | „Boni”                                 | Operetka Warszawska, obecnie Teatr Muzyczny Roma |
| 1985                      | One Night in Venice                     | „Caramello”                            | Operetka Warszawska, obecnie Teatr Muzyczny Roma |
| 1985                      | My Fair Lady                            | „Fred”                                 | Operetka Warszawska, obecnie Teatr Muzyczny Roma |
| 1984                      | Boso, ale w ostrogach                   | „Student”                              | Operetka Warszawska, obecnie Teatr Muzyczny Roma |
| 1984                      | Seesaw                                  | „David”                                | Operetka Warszawska, obecnie Teatr Muzyczny Roma |
| 1983                      | Bal w Sawoju                            | „Mustapha Bey”                         | Operetka Warszawska, obecnie Teatr Muzyczny Roma |
| 1982                      | Rozkwit i Upadek Miasta Mahagonny       | „Jimm”                                 | Teatr Muzyczny Gdynia, PL                        |
| 1982                      | Uciechy Staropolskie                    | „Sługa”                                | Teatr Muzyczny Gdynia, PL                        |
| 1981                      | Wielki Świat                            | „Terrorysta”                           | Teatr Muzyczny Gdynia, PL                        |
| 1980                      | Kolęda Nocka                            | „Kolędnik”                             | Teatr Muzyczny Gdynia, PL                        |
| 1980                      | Piraci                                  | „Fryderyk”                             | Teatr Muzyczny Gdynia, PL                        |
| 1980                      | Słowik                                  | „Dworzanin”                            | Teatr Muzyczny Gdynia, PL                        |
| 1980 (dyplom IV roku SWA) | Alicja w Krainie Czarów                 | „Lokaj Żaba / Fałszywy Żółw”           | Teatr Muzyczny Gdynia, PL                        |
| 1979                      | Cud Mniemany, czyli Krakowiacy i Górale | „Jonek”                                | Opera Leśna, Sopot, PL                           |
| 1979                      | Nowy Don Kiszot, czyli Sto Szaleństw    | „Wieśniak VII”                         | Teatr Muzyczny Gdynia, PL                        |
| 1979                      | Sekretny Przystanek                     | „Żołnierz”                             | Teatr Muzyczny Gdynia, PL                        |
| 1978                      | Bal w Operze                            | „Gość”                                 | Teatr Muzyczny Gdynia, PL                        |
| 1978                      | Nasz Człowiek w Hawanie                 | „Zespół”                               | Teatr Muzyczny Gdynia, PL                        |
| 1978                      | Stan Wyjątkowy                          | „Żołnierz”                             | Teatr Muzyczny Gdynia, PL                        |
| 1978                      | Iwan Groźny                             | „Rosyjski Rycerz”                      | Polish TV, Gdańsk, PL                            |
| 1978                      | Kram Karoliny                           | „Lalkarz/Arlekin”                      | Teatr Muzyczny Gdynia, PL                        |
| 1977                      | Zielony Gil                             | „Strażnik”                             | Teatr Muzyczny Gdynia, PL                        |
| 1977                      | Pinokio                                 | „Zespół”                               | Opera Leśna, Sopot, PL                           |
| 1977                      | Szwejk                                  | „Tragarz/Policjant”                    | Teatr Muzyczny Gdynia, PL                        |
| 1976                      | Fontanna z Neptunem                     | „Mieszczanin”                          | Teatr Muzyczny Gdynia, PL                        |
| 1976                      | Promises-Promises                       | „Zespół”                               | Teatr Muzyczny Gdynia, PL                        |
| 1976                      | Skowronek                               | „Zespół”                               | Teatr Muzyczny Gdynia, PL                        |